# Trident wolf eclipse
Trident Wolf Eclipse är det sjätte studioalbumet av det svenska black metal-bandet Watain. Det gavs ut av Century Media 5 januari 2018.  I slutet av oktober 2017 släpptes en första låt, Nuclear Alchemy både som singel och med en musikvideo. Även Sacred Damnation släpptes som singel före albumutgivningen. 

## Låtlista
1. Nuclear Alchemy 	03:10
2. Sacred Damnation 	04:41
3. Teufelsreich 		04:26
4. Furor Diabolicus 	04:43
5. A Throne Below 	04:09
6. Ultra (Pandemoniac) 	04:01
7. Towards the Sanctuary 	04:54
8. The Fire of Power 	04:42
9. Antikrists Mirakel (bonuslåt)    07:09
10. Lekarim Stsirkitna (bonuslåt) 07:26

## Medverkande musiker
- Erik Danielsson - sång, bas, textförfattande
- Håkan Jonsson - trummor
- Pelle Forsberg - gitarr